# Kingston (Minnesota)
Kingston és una població dels Estats Units a l'estat de Minnesota. Segons el cens del 2000 tenia 120 habitants.

## Demografia
Segons el cens del 2000, Kingston tenia 120 habitants, 48 habitatges, i 33 famílies. La densitat de població era de 94,6 habitants per km².
Dels 48 habitatges en un 31,3% hi vivien nens de menys de 18 anys, en un 64,6% hi vivien parelles casades, en un 4,2% dones solteres, i en un 29,2% no eren unitats familiars. En el 25% dels habitatges hi vivien persones soles el 12,5% de les quals corresponia a persones de 65 anys o més que vivien soles. El nombre mitjà de persones vivint en cada habitatge era de 2,5 i el nombre mitjà de persones que vivien en cada família era de 3.
Per edats la població es repartia de la següent manera: un 23,3% tenia menys de 18 anys, un 14,2% entre 18 i 24, un 29,2% entre 25 i 44, un 22,5% de 45 a 60 i un 10,8% 65 anys o més.
L'edat mediana era de 37 anys. Per cada 100 dones de 18 o més anys hi havia 109,1 homes.
La renda mediana per habitatge era de 39.375 $ i la renda mediana per família de 45.417 $. Els homes tenien una renda mediana de 30.750 $ mentre que les dones 19.107 $. La renda per capita de la població era de 13.525 $. Cap de les famílies i el 2,5% de la població estaven per davall del llindar de pobresa.

## Poblacions més properes
El següent diagrama mostra les poblacions més properes.